# Mieczysława Przybylska-Łuczyńska
Mieczysława Przybylska-Łuczyńska, właśc. Mieczysława Kozer-Łuczyńska z domu Przybylska (ur. w 1907 w Puszczy Mariańskiej, zm. 27 grudnia 1972 w Warszawie) – polska pisarka, autorka powieści Młoty nad kowadłem i innych powieści i opowiadań z życia wyższych sfer, które w latach międzywojennych cieszyły się dużą popularnością.

## Życiorys

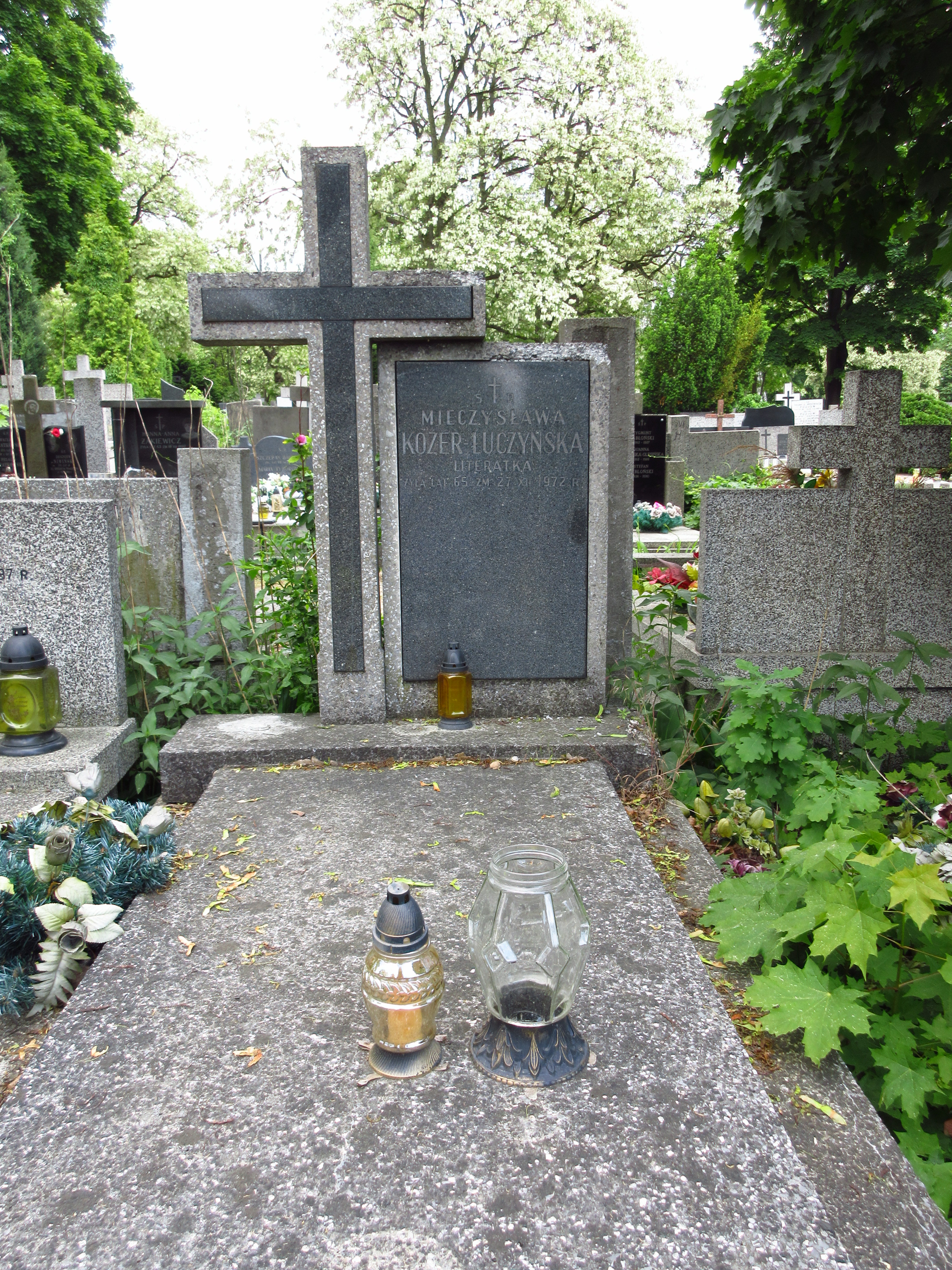
Grób Mieczysławy Przybylskiej-Łuczyńskiej na cmentarzu Bródnowskim

Urodziła się w 1907 w Puszczy Mariańskiej w zamożnej rodzinie Przybylskich. Lata młodości spędziła w Mszczonowie. Przez jakiś czas pracowała na poczcie, tutaj powstały jej pierwsze opowiadania i romanse. Korzystając z powodzenia, przeniosła się do Warszawy, gdzie wyszła za mąż. Utrzymywała bliskie znajomości z wysoko postawionymi osobistościami politycznymi, wojskowymi i gospodarczymi. Okupacyjne i powojenne losy pisarki nie są znane. Wiadomo tylko, że zmarła 27 grudnia 1972 w Warszawie i tam została pochowana na cmentarzu Bródnowskim (kw. 71F-II-18).

## Twórczość
Zadebiutowała opowiadaniem Rozbite gniazdo i niemal co roku tworzyła nową powieść, zbiór opowiadań lub tomik poezji, m.in. W hypnozie (1928), Stargane struny (1929), Harde dusze (1930), W lazurowej toni (1930), Nad otchłanią (2 tomy, 1931), Jarzmo życia (1932), Kozły ofiarne (1933), Pod płomiennym sztandarem (1934), Romans dyplomatyczny (1935), Witman i Ska (1936), Fałszywe kamienie, Błysk szczęścia, Sąd nad kobietą, Ugory (2 tomy), Płomień na wietrze oraz Noc zemsty. Zostawiła po sobie w rękopisie pięć powieści: Ostatnie piętro, Czarne krzyże, Zbrodnia na dwa serca, Ulice i Droga przez piachy, które nadal znajdują się w posiadaniu rodziny. Jej dorobek literacki zawiera łącznie 36 pozycji.